# Gedeeld door ons
Gedeeld door ons è il primo album in studio del duo musicale olandese Suzan & Freek, pubblicato il 27 settembre 2019.

## Tracce
Testi e musiche di Arno Krabman, Freek Rikkerink, Léon Palmen e Suzan Stortelder, eccetto dove indicato.
1. Mag ik daar even stil bij staan – 3:28
2. Blauwe dag – 3:03 (Arno Krabman, Freek Rikkerink, Koen Jansen, Suzan Stortelder)
3. Gedeeld door ons – 2:46
4. Hoofd in de wolken – 2:59 (Arno Krabman, Freek Rikkerink, Jaap Siewertsz Reesema, Joren van der Voort, Suzan Stortelder)
5. Nog even dit – 2:54
6. Als het avond is – 3:26
7. Deze is voor mij – 3:25 (Arno Krabman, Freek Rikkerink, Léon Palmen, Niels Geusebroek, Suzan Stortelder)
8. Spiegelbeeld – 2:48
9. Neem me mee – 2:38
10. Lied voor niemand anders – 2:29 (Arno Krabman, Freek Rikkerink, Joost Marsman, Paskal Jakobsen, Suzan Stortelder)

## Classifiche

### Classifiche settimanali
| Classifica (2019) | Posizione massima |
| ----------------- | ----------------- |
| Belgio (Fiandre)  | 2                 |
| Paesi Bassi       | 2                 |

### Classifiche di fine anno
| Classifica (2019) | Posizione |
| ----------------- | --------- |
| Belgio (Fiandre)  | 53        |
| Paesi Bassi       | 27        |
| Classifica (2020) | Posizione |
| Belgio (Fiandre)  | 29        |
| Paesi Bassi       | 15        |
| Classifica (2021) | Posizione |
| Belgio (Fiandre)  | 104       |
| Paesi Bassi       | 40        |
| Classifica (2022) | Posizione |
| Belgio (Fiandre)  | 92        |
| Classifica (2023) | Posizione |
| Belgio (Fiandre)  | 165       |